# Borko Milenković
Borko Milenković (in serbo Бopкo Mилeнкoвић?; Paraćin, 7 ottobre 1984) è un calciatore serbo, difensore svincolato.